# Championnat de Malte féminin de volley-ball
Le championnat de Malte de première division de volley-ball féminin, est la plus importante compétition nationale organisé par la Fédération maltaise de volley-ball (Malta Volleyball Association, MVA).

## Palmarès
| Année | Champion                 | Finaliste                | Troisième             |
| ----- | ------------------------ | ------------------------ | --------------------- |
| 1996  |                          |                          |                       |
| 1997  |                          |                          | PlayVolley            |
| 1998  |                          |                          |                       |
| 1999  |                          |                          | PlayVolley            |
| 2000  |                          |                          |                       |
| 2001  |                          |                          | PlayVolley            |
| 2002  |                          |                          | PlayVolley            |
| 2003  |                          |                          | PlayVolley            |
| 2004  | Paola Hibs               |                          | PlayVolley            |
| 2005  | Paola Hibs               |                          | PlayVolley            |
| 2006  | Paola Hibs               |                          | PlayVolley            |
| 2007  | Paola Hibs               | PlayVolley               | X-Sel Volley          |
| 2008  | Paola Hibs               | X-Sel Volley             | PlayVolley (blue)     |
| 2009  | Paola Hibs               | Fleur-de-Lys             | PlayVolley (blue)     |
| 2010  | Paola Hibs               | Flyers Depiro            | Fleur-de-Lys          |
| 2011  | Paola Hibs Candy         | Flyers Depiro            | PlayVolley            |
| 2012  | Paola Hibs Candy         | Fleur-de-Lys             | Flyers Depiro         |
| 2013  | Paola Hibs Candy         | Flyers                   | FDL Office Group      |
| 2014  | FDL Office Group         | Toyota Playvolley        | Flyers                |
| 2015  | Fleur-De-Lys             | Flyers                   | Paola Hibs            |
| 2016  | Balzan Flyers Crosscraft | Paola                    | Fleur de Lys Twistees |
| 2017  | Balzan Flyers            | Fleur de Lys             | Paola Volley          |
| 2018  | Fleur de Lys Royal Panda | Balzan Flyers Crosscraft | Paola Volley          |
| 2019  | Fleur de Lys Royal Panda | Balzan Flyers            | Sliema Kavallieri     |